# Jewel House

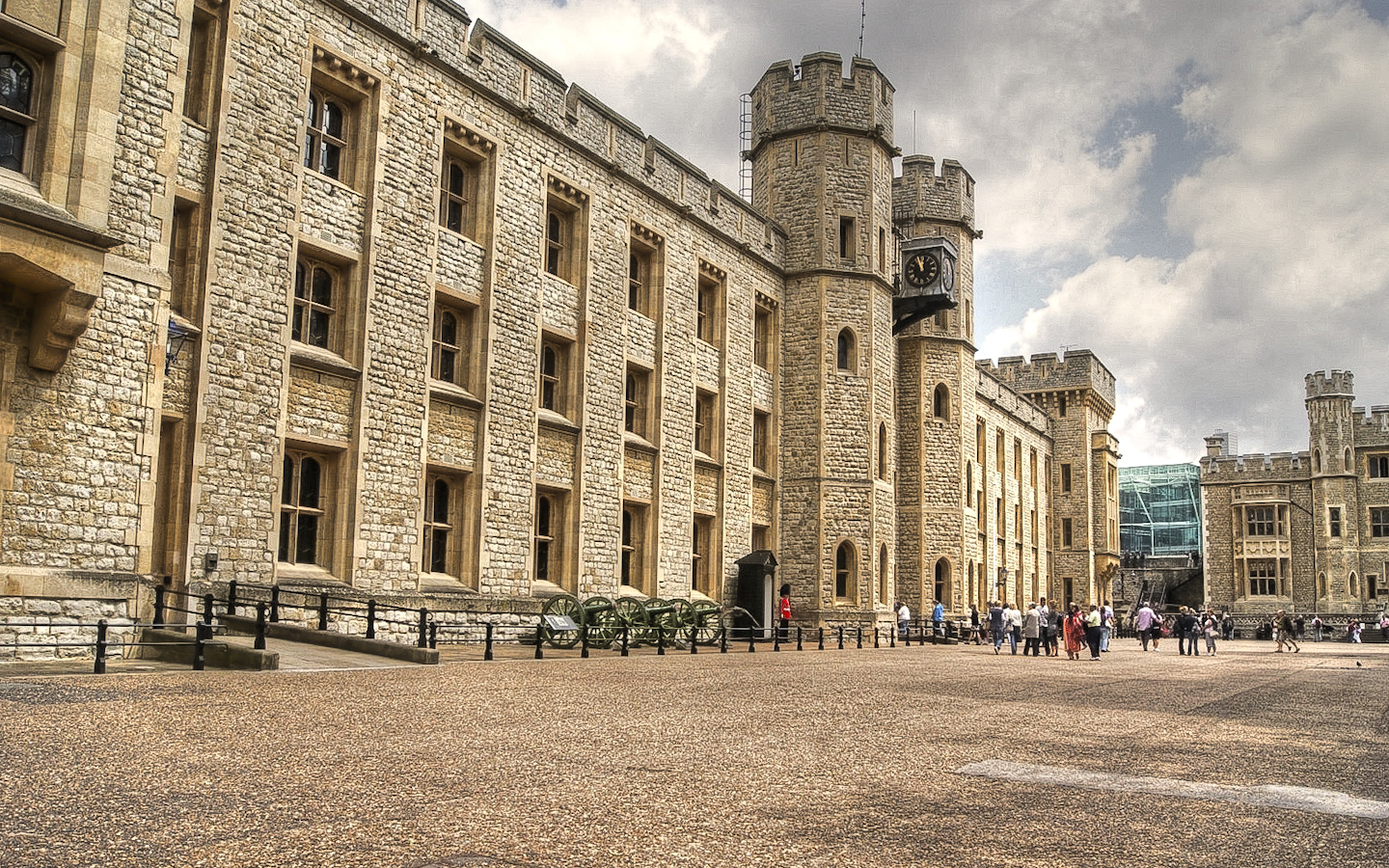
Waterloo Barracks. In ihrem Erdgeschoss ist seit 1967 das Jewel House

Das Jewel House sind Räume in der Festungsanlage des Tower of London, in dem die britischen Kronjuwelen aufbewahrt werden. Der Aufbewahrungsort der Kronjuwelen wanderte im Laufe der Jahrhunderte, seit 1303, über die Festungsanlage. Das Jewel House bestand so wechselnd aus eigenständigen Gebäuden, und Räumen in anderen Towergebäuden. Seit 1995 befindet sich das Jewel House im Erdgeschoss der Waterloo Barracks im innersten Festungsring des Towers.
Ursprünglich waren die Kronjuwelen nur zur sicheren Verwahrung und gut gesichert gegenüber der Bevölkerung im Tower of London aufbewahrt. Erst seit der Stuart-Restauration werden die Juwelen öffentlich ausgestellt. Das Jewel House ist die populärste Attraktion innerhalb des Towers. Wächter des Jewel House ist der Keeper of the Jewel House, ein Amt, das seit 1967 mit dem Amt des Resident Governor of the Tower zusammenfällt.

## Hüter der Kronjuwelen
In seinen Anfängen war das Jewel House meist das Wohnhaus des Hüters der Kronjuwelen. 1207 wurde erstmals ein Hüter für die Kronjuwelen ernannt. Im Laufe der Jahrhunderte hat sich der Name dieses Amts geändert, so hieß der Hüter unter anderem Keeper of the King’s Jewels, Master of the Jewel House, Master and Treasurer of the King’s Jewels and Plate oder Keeper of the Jewel House. Er ist gleichzeitig das Oberhaupt der Schatzkammer und hält somit das Amt des Lord High Treasurer inne.
Der erste Hüter der Kronjuwelen nach der Wiederherstellung der Monarchie in England im Jahr 1660, war Gilbert Talbot. Da Talbot nicht im Tower leben wollte, gab er die tatsächliche Aufgabe an einen alten Diener seiner Familie, Talbot Edwards weiter. Edwards gelang es durch Führungen zu den Juwelen so viele Einnahmen zu erringen, dass nach Edwards Tod 1674 sein Nachfolger „500 old broad pieces of Gold“ an Talbot zahlte, um den lukrativen Posten zu erhalten. 1782 wurde das Jewel House mit Wiedereinführung des Hofstaates als solche Abteilung abgeschafft. Der Lord Chamberlain übernahm die anfallenden Aufgaben.
Von 1782 bis 1814 gab es bloß einen ansässigen Hüter, der einen Knecht zur Hilfe hatte, der den täglichen Kontrollgang für ihn erledigte. 1921 wurde er zum Curator umbenannt. Bis in das 19. Jahrhundert hinein war zwar die britische Regierung für die Sicherheit der Juwelen zuständig – die Details, Abläufe und Einnahmen der Ausstellung lagen allein im privaten Ermessen des jeweiligen Hüters der Juwelen. Im Jahr 1852 wurde der Hüter der Kronjuwelen als Mitglied der königlichen Familie anerkannt. 1990 wurde dies widerrufen, als die Historic Royal Places Agency die Verantwortung für den Tower übernahm. In den Jahren 1963 und 1968 wurden je ein weiterer Kurator für den Schutz der Kronjuwelen eingesetzt, die dadurch die Arbeit der Yeomen Warders entlasteten.

## Geschichte des Jewel Houses

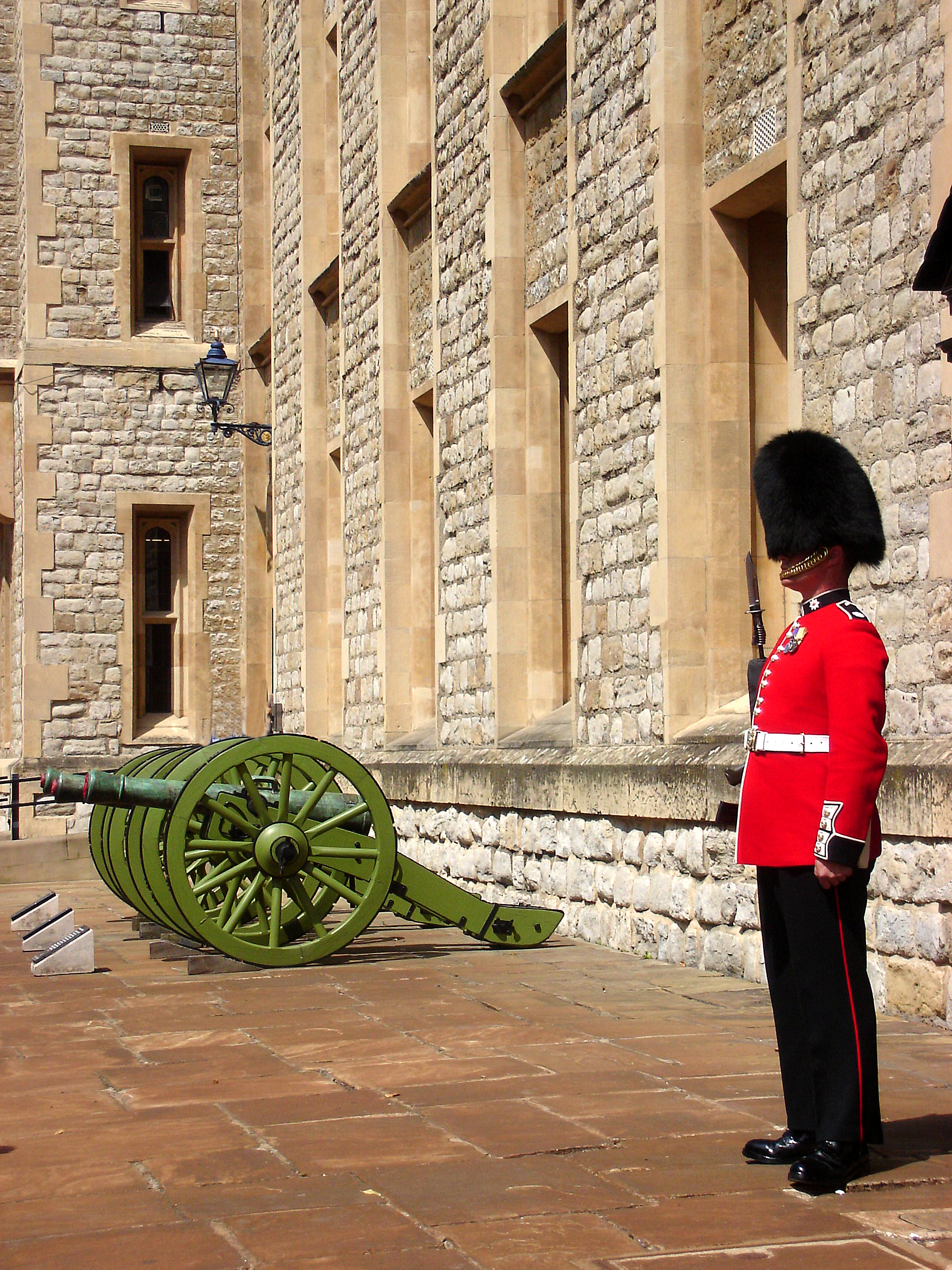
Ein Posten der Coldstream Guards vor dem Jewel House

### Kronjuwelen als Teil des Great Wardrobe
Im Frühmittelalter waren die britischen Kronjuwelen wichtige Wertstücke der Könige, die im realen Einsatz waren. Sie wurden beliehen und an verschiedenen sicheren Orten wie dem Erdgeschoss des White Towers oder auch in Westminster aufbewahrt. Als solche waren sie Teil des Great Wardrobe, des Haushalt des Königs, und wurden zusammen mit diesem aufbewahrt.
Seit 1303 wurden die Kronjuwelen hauptsächlich nur im Jewel House aufbewahrt, das Krönungsornat befand sich jedoch in der Westminster Abbey, die vor dem Jewel House seit ihrem Bau die Kronjuwelen beherbergte. In der Zeit von König Heinrich III. und König Jakob II. befanden sich im Tower of London die meisten Kronen.

### Ein eigenständiges Jewel House
Im frühen 16. Jahrhundert entstand ein erstes separates Gebäude, das als Jewel House gebaut war. Heinrich VII. ließ 1508 einen Anbau an der Südseite des White Towers bauen. Dieser wurde bereits 27 Jahre später durch Heinrich VIII. fast komplett neu gebaut, und die Juwelen wurden mit Gitterstäben an den Fenstern vor der Öffentlichkeit geschützt. Der Anbau an den White Tower war aber noch nicht alleiniger Aufbewahrungsort. So wurden 1541 einige Kronjuwelen zerstört als das Privathaus des Keeper of the Jewels John Williams, 1. Baron Williams of Thame im Londoner Ward Cripplegate abbrannte.
Im Englischen Bürgerkrieg wurden die Könige abgesetzt und die Kronjuwelen zerstört. Das Jewel House existierte als Gebäude weiter, hatte aber seit der Zerstörung der Kronjuwelen im Jahr 1649 keinen Inhalt mehr.
Mit der Stuart-Restauration und der neuen Thronbesteigung eines neuen Königs, sollte auch Repräsentation und Glanz des Königtums dargestellt werden. Die Stuart-Könige ließen neue Kronjuwelen fertigen. Diese sollten auch außerhalb der Krönung das Königtum gegenüber der Öffentlichkeit repräsentieren. Im Jahr 1661 wurde das alte Jewel House am White Tower gründlich renoviert und für die Kronjuwelen hergerichtet. Während die Stücke, die zur Krönung getragen wurden, weiterhin in der Westminster Abbey aufbewahrt wurden, wurden die anderen Kronjuwelen seit dem 17. Jahrhundert im Tower ausgestellt.
Bereits 1668 aber zog das Jewel House wieder um. Im White Tower wurde zu dieser Zeit große Mengen Schießpulver gelagert. Der Gouverneur des Tower ließ die direkte Umgebung des White Towers freiräumen, da die Schornsteine der direkt angrenzenden Häuser als Gefahrquelle für das Schießpulver gesehen wurden. Die Juwelen zogen in das Erdgeschoss des Martin Towers (damals noch Irish Tower genannt) um, der einzige Zugang führte durch die Privaträume des Keepers of the Jewels im Ersten Stockwerk. Der Keeper des Jewel Houses durfte dabei den Eintritt für das Ansehen der Juwelen selbst behalten, so dass dies ein begehrter Posten wurde, für den die Bewerber Geld bezahlten, um ihn zu bekommen.
Im 17. Jahrhundert war die Vorführung der Kronjuwelen im Jewel House eher informeller Natur. Der Keeper of the Jewels führte die Gäste in den Raum der Juwelen, schloss die Tür und schloss dann den Schrank auf, in dem er die Juwelen aufbewahrte. Dieses Verfahren funktionierte etwa 10 Jahre bis 1661 Thomas Blood sich in den Besitz der Juwelen bringen konnte, und ihm beinahe auch die Flucht aus dem Tower of London gelungen wäre.
Der Beinahe-Diebstahl sorgte für Änderungen in der Aufbewahrung: die Juwelen wurden in einer Art Käfig untergebracht und konnten nur noch durch die Gitterstäbe betrachtet werden. Noch allerdings waren die einzelnen Gitterstäbe weit genug auseinander, um durch sie hindurchzugreifen, die Juwelen anzufassen und ihr Gewicht zu spüren. Die Praxis dauerte bis 1815, bis es einer Frau gelang durch die Gitterstäbe hindurch die Staatskrone Georgs I. zu verbiegen, so dass sie aufwendig repariert werden musste. Sobald Besucher im Raum waren, verschlossen Wachen die Tür von Innen und von Außen. Im Jewel House befand sich zu Besuchszeiten ein bewaffneter Wachposten. Das erste Mal existiere auch eine genaue Auflistung der Kronjuwelen.

### Das „trostlose Loch“ im 18. und frühen 19. Jahrhundert

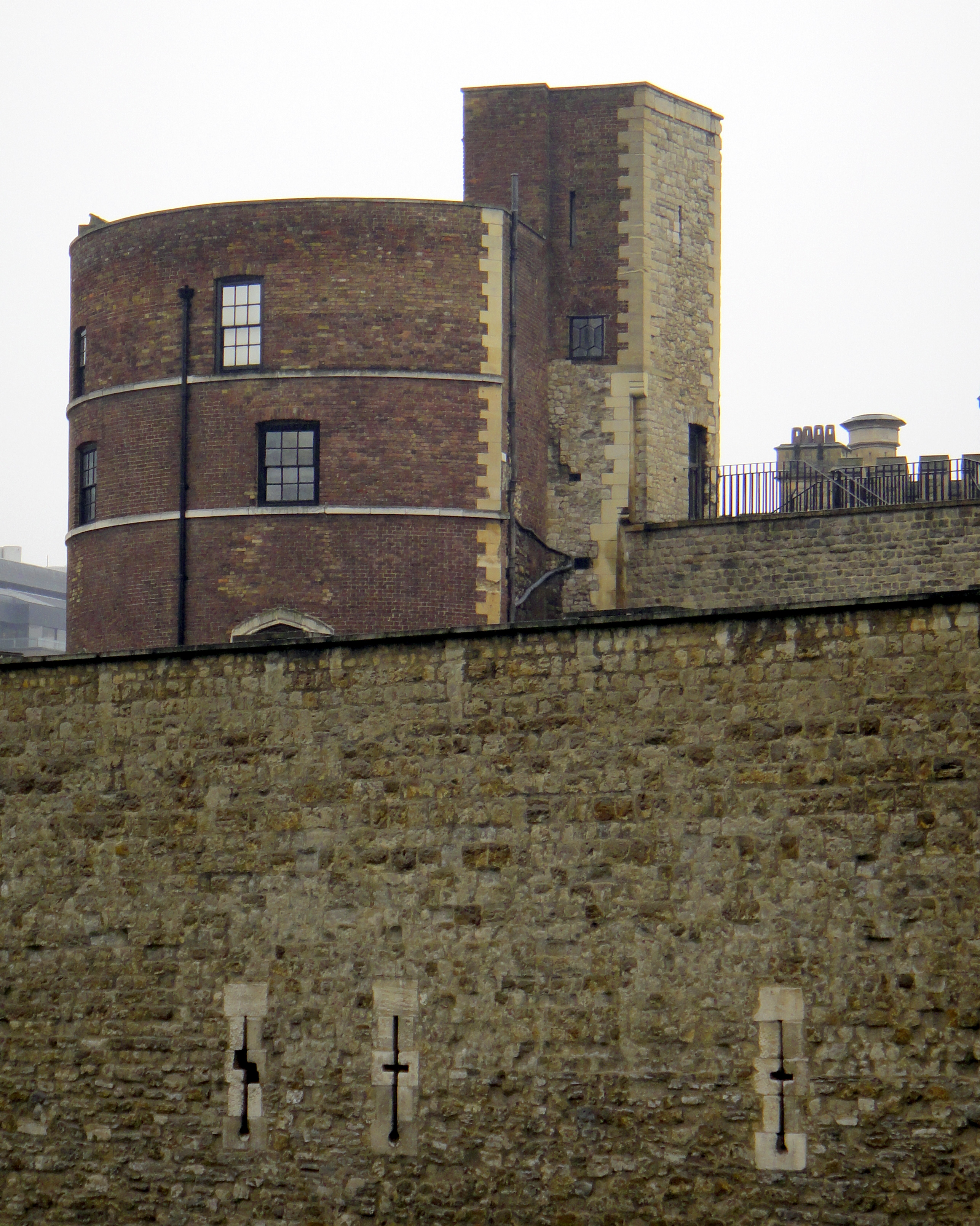
Martin Tower. Ort des Jewel Houses von 1668 bis 1840.

Eine genaue Schilderung von Jewel House und Besichtigung der Kronjuwelen finden sich in mehreren Reiseberichten aus dem 18. Jahrhundert. Zacharias von Uffenbach beschrieb das Jewel House im Jahr 1710 als düstere und beengte Höhle. Nachdem Besucher den Raum betreten hatten, wurde die Tür von Außen verschlossen. Die Besucher setzten sich auf eine Holzbank und konnten die Juwelen durch Eisengitter hindurch anschauen. Von der Ausstellung selbst zeigte sich von Uffenbach aber durchaus beeindruckt. Der Bericht A Journey from Birmingham to London, den der Philosoph William Hutton 1784 veröffentlichte. Hutton besichtigte im Tower die Royal Armouries und die Kronjuwelen. Er schildert das Jewel House als ein „trostloses Loch, das an die Zelle eines Verdammten erinnert“ in einer „obskuren Ecke des Towers“, das von zwei schwachen Kerzen nur spärlich beleuchtet war. Der Raum war mittlerweile durch ein Gitter geteilt. Hinter dem Gitter stand eine Frau, die in Ton und Art einer Jahrmarktsschreierin die Juwelen anpries, die sich in einem Regal befanden. Hutton hatte dabei den Eindruck, dass sie nicht verstand was sie redete und offensichtlich alte Flugblätter auswendig gelernt hatte. Diesen Eindruck teilte der Reisende Christian Goede, der das Jewel House 1821 in A Foreigner’s Opinion of England als dunkel und düster bezeichnet, in dem dann eine schrille Farce mit den Kronjuwelen aufgeführt wird.
Da die Kronjuwelen im 19. Jahrhundert schon eine bekannte Touristenattraktion waren, galten die Räume im Martin Tower allgemein als zu eng, zu dunkel und zu stickig. Sie erinnerten mehr an eine Höhle oder die Innenräume eines Segelschiffs, denn an einen Ausstellungsraum für die größten Schätze des britischen Imperiums. Der Raum war direkt vom Turmeingang aus zugänglich, sodass auch seine Sicherheit als nicht herausragend galt. Die Kronjuwelen wurden in einem Käfig aufbewahrt.

### Ab dem 19. Jahrhundert

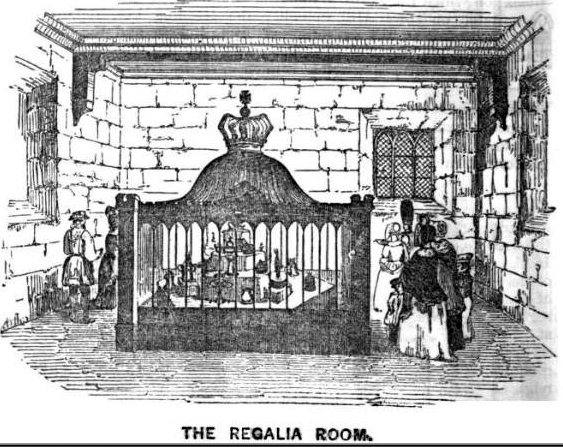
Innenansicht des neuen Jewel Towers (1851)

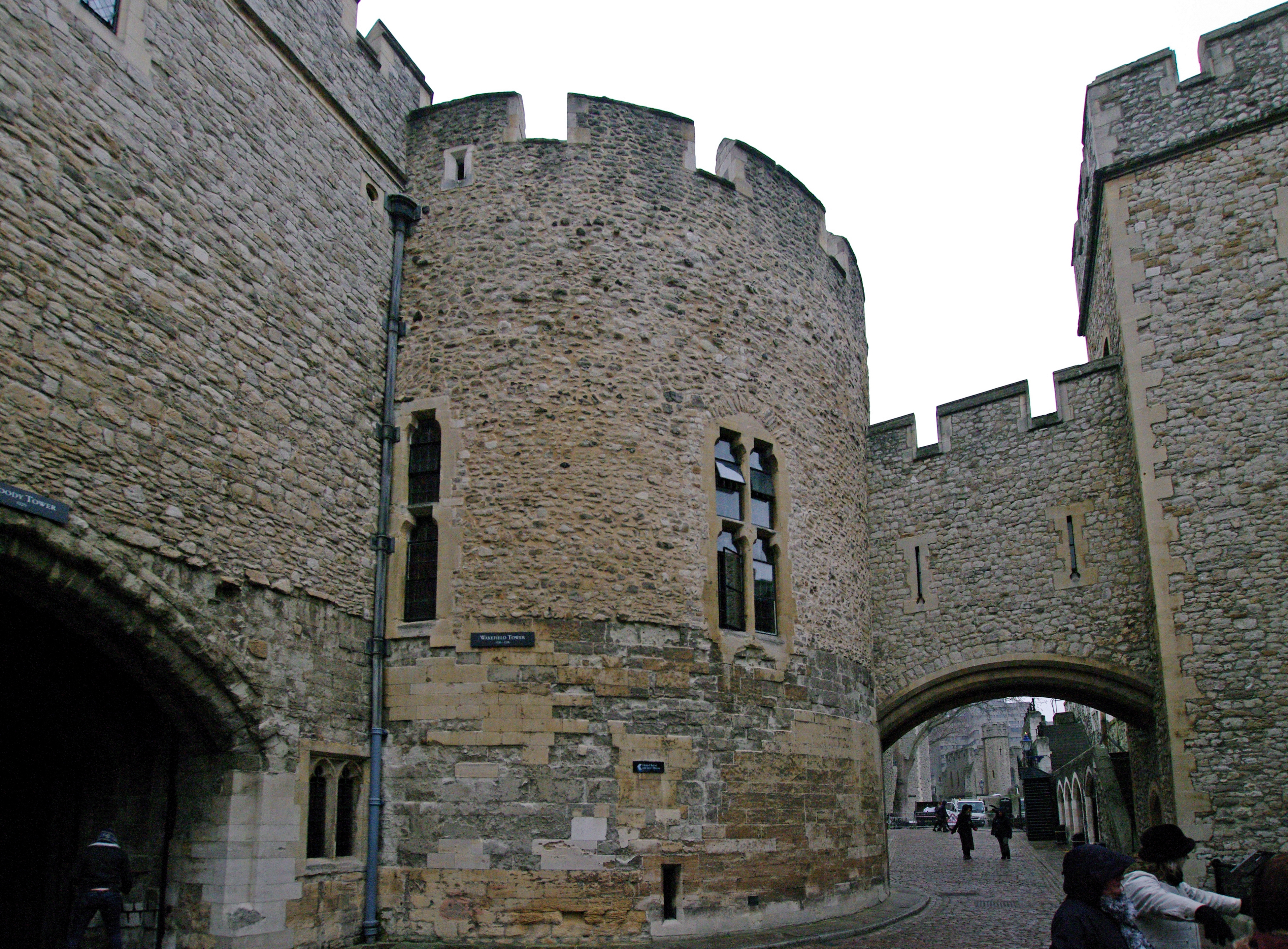
Wakefield Tower (Jewel House von 1867 bis 1967) mit der direkten Verbindung zum St Thomas’s Tower, dem Wohnort des Jewel Keepers

Als 1841 das Grand Storehouse in unmittelbarer Nachbarschaft des Martin Towers abbrannte, sorgten die mittlerweile etablierten Sicherheitsmaßnahmen für erhebliche Probleme. Die einzigen Schlüssel zu den Juwelen befanden sich im Besitz des Lord Chamberlain, dessen Aufenthaltsort und sein Umgang mit dem Schlüssel der Tower-Besatzung nicht bekannt waren. Erst nachdem die Feuerwehr die Sicherungsanlagen zerstört hatte, konnten die Juwelen in Sicherheit gebracht werden.
Auf Anweisung des Lord Chamberlain, finanziert durch die Einnahmen aus den Eintrittsgeldern und – ungewöhnlich für den Tower – gebaut durch die Royal Engineers entstand ein neues Jewel House im neugotischen Stil direkt an der Südseite des Martin Towers. Eingang und Schmuckfassade des Turmes befanden sich im Inneren Festungsring, das Gebäude ging allerdings durch die Mauer hindurch, so dass die eigentlichen Juwelen im äußeren Festungsring des Towers aufbewahrt wurden. Die Wohnräume des Hüters der Kronjuwelen waren im ersten Stück über dem neuen Jewel Tower und direkt mit dem Martin Tower verbunden. Das 1842 für die Öffentlichkeit geöffnete Jewel House neben dem Martin Tower erwies sich allerdings bereits nach kurzer Zeit als unpraktisch. In der gesamten Zeit seines Bestehens war das Gebäude feucht und wie sein Vorgängerbau nur schlecht zu beleuchtet. Inspektionen nach der Fertigstellung stellten fest, dass das neue Jewel House weder sonderlich brandsicher noch gut gegen Diebstahl geschützt war. Trotzdem blieb das Jewel House noch 20 Jahre in Benutzung, da keine der möglichen Stellen bereit war, schon wieder in ein neues Gebäude zu investieren. Erst im Zuge der großen Umbauarbeiten unter Anthony Salvin zogen die Kronjuwelen 1869 in den Wakefield Tower.
Salvin hatte vorgeschlagen, das Jewel House in einem eigenen neuen Bau unterzubringen, drang damit aber nicht bei der Tower-Verwaltung durch. Um den Wakefield Tower im Süden des inneren Festungsrings als Jewel House herzurichten, ließ Salvin den Boden dort verstärken, einen neuen Eingang bauen und die Reste einer alten Steinbrücke wieder herrichten, die den St Thomas’s Tower mit dem Wakefield Tower verband. Der Jewel Keeper selbst zog in den St Thomas’s Tower und hatte so direkten Zugang zu den Kronjuwelen.
Seit 1967 ist im Inneren der Waterloo Barracks das heutige Jewel House untergebracht. Von 1967 bis 1996 befand es sich in einem Kellergewölbe der Waterloo Barracks. Seit 1996 ist es in einem eigenständigen Anbau der Waterloo Barrack untergebracht. Seitdem werden die bis zu 20.000 Besucher täglich auf einem Transportband an den Juwelen vorbeigefahren.

## Verweise